# Cultures 2: The Gates of Asgard
«Cultures 2: The Gates of Asgard» (в России была издана под именем «Cultures 2: Стань богом») — компьютерная игра в жанре стратегии классической экономической модели немецкой игровой школы, разработанная компанией Funatics Development в 2002 году для персонального компьютера. Вторая официальная часть серии Cultures (первая часть серии в России переводилась пиратской компанией 7Волк Мультимедиа под названием «Нации: Поселение Викингов»).

## Геймплей

### Игровой мир
В «Cultures 2: The Gates of Asgard» сюжету и его дальнейшему развитию уделено куда больше места, чем его предшественнику. В частности, по мере прохождения игры к игроку будут присоединяться персонажи — «герои», юниты с оригинальной внешностью и некоторыми особенностями. Подопечные викинги обладают пятью характеристиками — традиционными здоровьем, энергией и стойкостью, и более редкими «социальным положением» и «религиозностью».

### Графика
Графическая составляющая игры, как и во всех играх серии, состоит из анимированной двухмерной анимации (изометрия). Камера не имеет возможности разворачиваться игроком. Игровые персонажи, как и весь геймплей создан с помощью мультяшной графики (анимации) и «карамельной графики», но визуальный ряд практически не изменился.

### Ресурсы
В игре присутствует множество видов ресурсов: камень, дерево, золото, железо, глина, грибы, блоки, кирпичи, черепица, мрамор, мед, масло и т. д.. Они тратятся на постройку зданий, торговлю, дипломатию, содержание населения и изучение технологий. Ресурсы добываются рабочими (мрамор, кирпичи) добытчиками (глина камень), охотниками и рыбаками (пища, кожа).
Пищу в игре при кризисной ситуации (при голоде) граждане добывают в виде ягод, растущих на специальных кустах, однако собрать их на склад совершенно невозможно, собираемые носильщиками мясо, добываемого из трупов животных, и рыбы. Также пищу можно получать с пекарен — специальных зданий (доступных после приобретения мельником статуса пекаря).
Дерево добывается вырубкой леса. Золото и железо можно добывать из горных пород (имеющих золотые и железные вкрапления соответственно). Камень, как и глина добывается добытчиком на специально обозначенных зонах.

### Технологии
В начале миссии игроку выдается некоторое количество викингов и парочка уже построенных зданий. Викинги начинают свою карьеру простыми «гражданами», и им можно поручать работу разведчика, фермера, добытчика, рыбака или строителя. Викинги накапливают опыт и приобретают квалификацию, становясь пригодными для более высоких. Таким образом, древо технологий оказывается гораздо более сложным и разветвлённым. Постройка одного здания может потребовать, чтобы сначала произвели улучшение другого, чтобы наладить производство необходимых материалов.

### Музыка
В полном соответствии с жанром музыка в игре составлена из фолк композиций. В саундтреке «Cultures 2» музыки примерно десять композиций. После того как эти десять сыграны они повторяются заново. Звук как бы комментирует происходящему. Так называемые «звуки природы» (шум воды, пение птиц и прочее) помогут поддерживать атмосферу во время игры.

### Экипировка
В «Cultures 2» как и во многих RPG играх существует возможность экипировки персонажей одеждой, обувью, инструментами, зельями и амулетами, а воинов — оружием, которое они к тому же могут подбирать с павших врагов и друзей. Экипировка увеличивает стойкость персонажей и их возможности (амулеты). Им также можно вручать различные виды оружия: меч, лук или копьё; и назначать тип поведения — «атаковать людей», «атаковать строения», «защищаться».

## Сюжет
«Уже несколько лет прошло с тех пор, как мы вернулись в свою деревню после долгих странствий. Я — Бьярни, сын Лейфа был здесь, когда мы обнаружили странный новый мир на западе и подружились с краснокожими аборигенами. После возвращения жизнь в нашей деревне, на побережье Гренландии текла тихо и мирно, до того незабываемого дня в мае, когда судьба вновь решила испытать меня.»

### Вступление
Действие игры начинается в Гренландии, куда викинги вернулись, после путешествия Лейфа Эриксона. Викинги, упоминавшиеся в первой части игры, начинают понемногу заселять Европу и Ближний Восток. Сюжет игры начинается в начале XI века, с того момента, когда Бьярни (главный герой и сын Лейфа Эриксона) видит видение — он видит себя участвующим в Рагнарёк (или Последней Битве), которая не раз упоминается в мифах викингов.

### Гренландия
В своём видении Бьярни сражается плечом к плечу с тремя неизвестными иноземными героями. Цель битвы — убить монстра Мидгард, чтобы предотвратить конец мира. Очнувшись Бьярни обращается за советом к местному друиду, и старец объясняет Бьярни, что его сон — вещий, и что Мидгард может разрушит мир людей до основания. Бьярни спешит исполнить свою миссию и отправляется к живущему неподалёку плотнику-корабельшику, тот соглашается построить корабль для Бьярни. После постройки плотник получает свою плату, а Бьярни вместе с нескольками людьми из своей деревни отправляется в длительное путешествие.

### Нормандия
Длительное путешествие на юг было изнурительным и опасным, но путешественники, пройдя все испытания достигли плодородных земель империи Франков. Викинги высадились на побережье и с помощью рун, заготовленных в Гренландии, обосновались на побережье. По прошествии небольшого времени разведчики обнаружили, что в здешних лесах обитают большие стаи волков. Местные исследователи пустились на исследование местных земель и налаживания дипломатических связей.
На востоке скаутами было обнаружено поселение викингов, которые прибыли задолго до Бьярни в ожидании лучшей жизни, несмотря на то, что племена викингов были с одних земель, восточные жители встретили Бьярни агрессивно и выгнали гостей из своей деревни.

«Когда мы уходили они предупредили, чтобы мы не вставали у них на пути!»
Исследуя территорию на западе Бьярни с отрядом обнаружили город Ратинген — поселение викингов, живших в этих местах довольно длительное время, Франки называли их норманами, а их земли Нормандией. Они встретили путешественников добродушно и предложили торговать с ними. Также норманы предупредили Бьярни о частых набегах разбойников.
Наконец, продвигаясь на юго-восток, Бьярни и отряд викингов дошли до города, который франки считали своей гордостью. Тот город назывался Париж. Местные жители отнеслись с недоверием к путешественникам.

«За неприступными стенами стоял замок их короля. Но местные люди отнеслись к нам с недоверием. Слишком часто на них нападали викинги, приплывавшие ночью на ладьях по рекам, чтобы грабить их города.

Мы могли торговать с ними, но нам не следовало их провоцировать.»
Недалеко от города в цветочном саду находилась принцесса франков, которая попросила отважных путников передать её тайному возлюбленному послание. Её любимый, Ромео, был норманским принцем и ждал её послания на востоке от Ратингена. Когда путники передали ему письмо, тот, в свою очередь, попросил Бьярни о следующем — он хотел тайно обвенчаться с принцессой и попросил провести её в долину Сен Пьер.
Добравшись до долины, Бьярни с принцессой попали в засаду, но благодаря воинам принца, они добрались до церемонии, где возлюбленные обвенчались. Когда викинги вернулись в родную деревню, они прознали, что Франкский король был очень разгневан тайной помолвкой, и в отместку велел уничтожить все северные поселения. Чтобы загладить свою вину молодой принц предлагает Бьярни выгнать викингов грабителей с земель франков и в помощь выделяет викингам отряд своих лучших воинов.
Несмотря на скрытность планов, грабители узнали о планах принца и прислали к Бьярни гонца, который пообещал, что грабители покинут земли после того, как им заплатят 20 деревянных копий и 20 туник. Когда дань была собрана, викинги исполнили своё обещание и покинули земли, передав франксому королю, что именно граф Танкред виноват в набегах на Париж, именно он снабдил их народ оружием, и он устроил засаду молодой принцессе в долине Сен Пьер.
Когда неприятели покинули страну, король осознал свою ошибку и благословил принца и принцессу. Он подарил норманам часть своих земель. В ответ они признали себя его вассалами и с тех пор защищали страну от набегов.
За помощь король поведал Бьярни об одной легенде: где-то в Англии находится карта, которая поможет викингам добраться до Долины Вигрид. На следующий день Бьярни с верными ему подчинёнными отправился к берегам Британии.

### Англия
После прибытия Бьярни в Англию он сталкивается с Лондонскими жителями, которые предлагают помощь в поисках и предлагают вести торговлю. Граждане Лондона сказали, что в его поисках, Бьярни поможет старый старец, который в одиночестве живёт и правит на севере, в разрушенном городе. Отправившись к старцу Бьярни с отрядом сталкивается с отрядом Робин Гуда, которые охраняют мост и никого не пропускают на другую стороны без пошлины. Солдаты отряда соглашаются пропускать викингов за 10 золотых монет. После оплаты пошлины люди Гуда выделяют в помощь главному герою маленький отряд солдат, более хорошо экипированных, чем викинги.
Добравшись до старца, тот решается помочь викингам по исполнению трёх условий: уничтожить волков на юго-западе, доставить ему на склад масла и привести меч изготовленный островным кузнецом. По завершении первых двух заданий викинги строят корабль с помощью него викинги добираются и торгуются с кузнецом, тот изначально за свою работу просит 10 бочек медовухи, но после доставки необходимого товара кузнец просит ещё 10 бочек на время изготовления.
После изготовления и доставки меча старцу, Бьярни отдаёт меч и тот благодарит, ничего не сказав старец испаряется на своём троне, а на его месте остается карта, на которой была отмечена Византия. Бьярни со своим отрядом и группой граждан отправляется на поиски героев в Византию.

### Италия
Долго викинги плыли к Византии, борясь со встречными ветрами и штормами, они обогнули Испанию, но чудом спасшись их ладьи попали в шторм в проливе Гибралтара. Викинги долго дрейфовали, пока не остановились у берегов Италии, чтобы пополнить истощившиеся запасы. Однако когда мужчины пошли в леса на побережье высадились сарацинские разбойники и напав на беззащитных жен забрали их в рабство. Для выкупа они попросили 50 золотых монет. Но на острове не было доступных шахт и выкуп можно было получить торгуя с соседними государствами. Обследуя полуостров скауты наткнулись на итальянский город Рим. Граждане города встретили путешественников дружелюбно и согласились помочь в борьбе с сарацинскими захватчиками, если воины викингов смогут победить злого монстра, обитающего в шахтах к северу от Рима.
Добравшись до пещеры Бьярни решил идти один:

«Я начал спускаться обнажив магический меч Виланда… Викинги остались охранять вход.»
В подземелье Бьярни встретил византийского воина Сигурда.

### Долина Вигрид
После долгого пути в густом тумане четверо героев причалили к королевству Мидгардского змея — Йормунганда. Змей Мидгарда поднялся из моря раньше срока. Поскольку боги не были готовы к последней битве (Рагнарогу) они затачили змея за вратами крепости Асгарада. В ярости змей начал уничтожать мир своим смертоносным дыханием. Герои пробираются скозь множества монстров, охранявших покой змея и после победы и убийства Мидградского змея врата Асгарада вновь отворились, тьма окутывшая земли исчезла, а все отравленное возродилось. На некоторое время четыре великих культуры стали ближе, чтобы спасти мир от злобного змея.

## Персонажи
В любой расе, встречающейся на пути героя, существует свой герой, который присоединится к игроку. Позднее того, как члены группы соберутся совместно, им остаётся собрать кусочки ключа, которые открывают двери в Валгаллу, где должна произойти решающая битва со злом. Персонажи в игре являются ключевыми героями и смерть одного из них означает проигрыш, но несмотря на это у всех положительных персонажей имеются преимущества в стойкости, скорости, владением оружия и дипломатии. Положительных персонажей в игре всего четыре: Бьярни, Сигурд, Кира и Хатчи.
- Бьярни — главный герой игры, именно ему снятся видения о битве со змеем Мидгардом, и именно он отправляется на поиски остальных героев. Он вооружён кольчугой и длинным мечом. Первое его появление было в первой части серии Cultures, где его отец со всей семьёй отправляется на поиски вечнозелёной земли.
- Сигурд — франк, присоединившийся к главному герою, после битвы в пещере Италии. Вооружен железным копьём, щитом и тяжелыми доспехами, также имеет хорошую физическую подготовку, силен.
- Кира
  - Экипировка: Длинный лук, кожаные доспехи.
- Хатчи — сарацин, присоединившейся к Бьярни.
  - Экипировка: Длинный меч, кольчуга.
- Ёрмунганд — демон, предстающий в скандинавских мифах в виде огромного змея. Это главный босс игры, именно его Бьярни и его спутники должны победить в Рагнарок. Появление этого персонажа означает тьму и чистое зло, которое готово выбраться во внешний мир и уничтожить его.

## Локализация
В России игра «Cultures 2: The Gates of Asgard» издавалась в полностью переведённом виде под названием «Cultures 2: Стань Богом». Локализованная версия игры содержала в себе полностью переведённые видеоролики, диалоги и субтитры игры. Переводом игры занималась компания Руссобит-М.

## Отзывы прессы
| Сводный рейтинг       | Сводный рейтинг |
| Агрегатор             | Оценка          |
| --------------------- | --------------- |
| GameRankings          | 70,03 %         |
| MobyRank              | 74 %            |
| Иноязычные издания    |                 |
| Издание               | Оценка          |
| IGN                   | 4 из 10         |
| Русскоязычные издания |                 |
| Издание               | Оценка          |
| Absolute Games        | 65 %            |
| «Игромания»           | 7 из 10         |
| «Страна игр»          | 8,0/10          |

После выхода игры западные издания практически полностью игнорировали её выход, а вышедшие рецензии, ссылались на однообразный игровой процесс, который после выхода первой части практически не претерпел изменений, двухмерная графика, также отмечался однообразность музыки. 

Однако Российские издания оценивали игру на среднем (даже чуть выше среднего) уровне исполнения. Так в среднем оценки игры колебались от 7 до 8 (из возможных 10). Рецензия на сайте Ag.ru отмечала игру, как клон первой части. Отмечалась слабость боевой системы игры, систему развития подобную играм серии Settlers (в частноси четвёртой части серии). Оценка автора статьи была определена как «сносно» (65 %), а оценки игроков при 20 проголосовавших составляла 78 %. 

Журнал «Игромания» отметила все недочёты игры отмеченные западными изданиями и, что ожидания от игры были оправданы на 50 %, а оценки по графике, музыке и геймплею колебались от 6 до 7 из 10 возможных. «Игромания» отметила в заключение:

Дождались? Крайне неторопливый симулятор кочевья викингов из Гренландии в Европу с элементами ролевых игр и RTS. Кино не для всех.